# Presidentvalet i Ryssland 2008
Presidentvalet i Ryssland 2008 hölls den 2 mars 2008.

## Resultat
| Kandidater            | Nominerande parti | Röster     | Andel   |
| --------------------- | --- | ---------- | ------- |
| Dmitrij Medvedev      | Enade Ryssland. stödjande partier: Rysslands agrarparti, Rättvisa Ryssland, Ryska ekologiska partiet ”De gröna” och Medborgarkraft. | 52 530 712 | 70,28 % |
| Gennadij Ziuganov     | Ryska federationens kommunistiska parti                                                                                             | 13 243 550 | 17,72 % |
| Vladimir Zjirinovskij | Rysslands liberaldemokratiska parti                                                                                                 | 6 988 510  | 9,35 %  |
| Andrej Bogdanov       | Rysslands demokratiska parti | 968 344    | 1,30 %  |
| Ogiltiga röster       | Ogiltiga röster | 1 015 533  | 1,35 %  |
| SUMMA                 | SUMMA | 73 731 116 | 100 %   |

## Kandidater
Det fanns i utgångsläget ett dussintal kandidater till posten.

### Stödda avKreml
Den sittande presidenten Vladimir Putin hindrades av den ryska konstitutionen från att kandidera till en tredje mandatperiod. Det förväntades att han skulle stödja en av de nuvarande biträdande premiärministrarna Sergej Ivanov och Dmitrij Medvedev. Den 1 februari 2007 tillkännagav Putin att han skulle nominera en efterträdare, men att han inte skulle stödja någon kandidat efter att kampanjerna börjat.
Det spekulerades mycket kring vem Putin skulle komma att stödja. Förutom Ivanov och Medvedev hade flera andra nämnts som möjliga kandidater: Sankt Petersburgs guvernör Valentina Matvijenko, ledaren för Rysslands järnvägar Vladimir Jakunin, partiledaren för Förenade Ryssland Boris Gryzlov, och partiledaren för det Kremlvänliga partiet Rättvisa Ryssland, Sergej Mironov.
Den 12 september 2007 nominerades Viktor Zubkov till ny premiärminister. Zubkov avfärdade inte tanken på att ställa upp som presidentkandidat.
Putin kom slutligen att stödja Medvedev.

### Andra kandidater
Elva andra personer hade officiellt tillkännagett att de kandiderar:
- Vladimir Bukovskij[5].
- Alexander Donskoj
- Viktor Gerasjtjenko[6]
- Garri Kasparov
- Sergej Guljajev[7]
- Michail Kasjanov
- Gennadij Seleznjov
- Oleg Sjenin
- Grigorij Javlinskij[8]
- Vladimir Zjirinovskij
- Gennadij Ziuganov[9]

## Det andra Ryssland
Det andra Ryssland (även översatt Ett annat Ryssland, av ryskans Другая Россия) är en koalition som samlade motståndare till sittande president Vladimir Putin. Koalitionen samlade ett vitt spektrum av representanter från politiska mänskliga rättigheter-rörelser, nationalist- och kommunistgrupper såväl som enskilda individer. I koalitionen ingår bland annat presidentkandidaterna Garri Kasparov, Michail Kasjanov och Vladimir Ryzjkov. Koalitionen försökte att enas om en kandidat för den liberala oppositionen att enas kring, men det lyckades inte. Flera framstående kandidater, såsom Viktor Gerasjtjenko, har vägrat att samarbeta med Det andra Ryssland då det finns antidemokratiska grupper inom koalitionen. Därför ansågs innan valet det sannolikt att den kandidaten som får stöd från Kreml kommer att vinna då rösterna kommer att splittras mellan olika oppositionskandidater.

## Aleksandr Lukasjenko
Några ryska nationalister, som Rörelsen mot olaglig invandring (Движение против нелегальной иммиграции), uttryckte en önskan om att den vitryske presidenten Aleksandr Lukasjenko ska bli president i Ryssland, vilket den ryska konstitutionen dock omöjliggör.

## Oberoende valobservatörer
Organisationen för säkerhet och samarbete i Europa valde att inte skicka några valobservatörer till det ryska presidentvalet, i protest mot restriktioner som villkorat deras vistelse och hur många representanter som fick skickas. Trots det kommer ett hundratal utländska valobservatörer att närvara.
Valkommitténs ordförande Vladimir Tjurov ansåg dock att många av observatörerna som skulle komma till Ryssland gjorde det med förutfattade meningar och politiska motiv samt att omvärlden kommer att kunna bilda sin egen åsikt om valets legitimitet.

## Medieutrymme
Kritik mot hur presidentkandidaterna inte givits lika möjligheter till utrymme i media förekom bland både internationella och inhemska organisationer och i en intervju med BBC medgav valkommitténs ordförande, Vladimir Tjuriv, att presidentkandidaterna inte getts liknande förutsättningar. Tjurin karaktäriserade medierapporteringen som rättvis men ojämlik. Tjurin menade också att det är naturligt att Medvedev, som förste vice premiärminister, hade mer utrymme i media.